# Pagyda calida
Pagyda calida là một loài bướm đêm trong họ Crambidae.